# Edgardo Donato

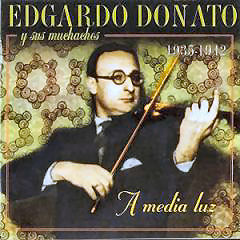
Edgardo Donato

Edgardo Donato (als Edgardo Felipe Valerio Donato Carfagna; * 14. April 1897 in Buenos Aires; † 15. Februar 1963 ebenda) war ein argentinischer Musiker (Violinist), Bandleader und Komponist des Tango.

## Einige Kompositionen
- A media luz
- El acomodo
- El huracán
- Hacete cartel
- Julían
- La caída de la estantería
- Muchacho
- Ruego
- Se va la vida
- Volvé

## Diskografie (Auswahl)

### Edgardo Donato y su Muchachos
- Missa maleva / Mamita perdón (1939)
- Melodía del corazón (1950)
- A media luz (1963)
- Edgardo Donato y su Muchachos (1997)
- A media luz (1935-1942) (1997)